# سومبه، آنگولا
سومبه (به انگلیسی: Sumbe (N'gunza, Ngunza)) شهری در استان کوانزای جنوبی واقع در کشور آنگولا است که در سال ۲۰۰۹ میلادی ۵۰٬۴۵۸ نفر جمعیت داشته است.